# Parafia Matki Bożej Jasnogórskiej w Łodzi
Parafia pw. Matki Bożej Jasnogórskiej – rzymskokatolicka parafia położona na łódzkim osiedlu Widzew Wschód, wchodząca w skład dekanatu Łódź-Widzew archidiecezji łódzkiej.

## Historia parafii
Parafia została erygowana 18 grudnia 1980 roku przez biskupa Józefa Rozwadowskiego, ordynariusza diecezji łódzkiej. Budynek kościoła zaprojektowali architekci: Stefan Kuryłowicz i Waldemar Szczerba.
Parafia powstała poprzez wydzielenie części obszaru parafii św. Anny oraz parafii św. Kazimierza w Łodzi. Pierwszym proboszczem był ksiądz Zdzisław Wujak, który włożył wiele wysiłku w budowę tej świątyni. Zmarł w 1996 roku.
Obecny proboszcz parafii, ksiądz prałat Grzegorz Jędraszek, pełni urząd wicedziekana dekanatu Łódź-Widzew. W parafii funkcjonuje wiele sekcji m.in. LSO, Asysta i Duszpasterstwo Akademickie. 

## Proboszczowie
- ks. kan. Zdzisław Wujak (1980–1996)
- ks. prał. Grzegorz Jędraszek (od 1996)